# فريدريك وود
فريدريك وود (بالإنجليزية: Frederick Lloyd Whitfeld Wood)‏ هو مؤرخ نيوزيلندي، ولد في 1903 في سيدني في أستراليا، وتوفي في 1989.